# Mondaire Jones
Mondaire Jones (Nyack, 18 maggio 1987) è un politico e avvocato statunitense. Alle elezioni parlamentari del novembre 2020 è stato eletto deputato alla Camera dei rappresentanti degli Stati Uniti per il Partito Democratico. La vittoria lo ha reso il primo afroamericano apertamente omosessuale, assieme a Ritchie Torres ad essere eletto al Congresso.

## Biografia
È nato a Nyack nello Stato federato di New York, ed è cresciuto a Spring Valley, dove è stato cresciuto da una madre single. Dopo che sua madre si ammalò, visse con i suoi nonni, che dovettero svolgere diversi lavori per mantenerlo. Si è laureato in scuole pubbliche nel distretto scolastico centrale di East Ramapo. Ha conseguito la laurea presso l'Università di Stanford nel 2009 e ottenuto il dottorato di ricerca in giurisprudenza presso la Harvard Law School nel 2013.
Ha fatto coming out come gay all'età di ventiquattro anni.

### Carriera
Ha lavorato nel Dipartimento di Giustizia degli Stati Uniti d'America durante la presidenza di Barack Obama. Ha anche lavorato per lo studio internazionale Davis Polk & Wardwell, come impiegato giudiziario per Andrew L. Carter Jr. della Corte distrettuale degli Stati Uniti per il distretto meridionale di New York, e per il dipartimento legale della contea di Westchester.
Durante la sua carriera, ha anche fornito assistenza legale pro bono attraverso The Legal Aid Society.

### Campagna elettorale 2020
Ha annunciato la sua candidatura alle primarie democratiche per come rappresentante per il 17 ° distretto congressuale di New York alle elezioni del 2020, contro la rappresentante in carica Nita Lowey. Lowey dopo l'annuncio ha reso noto dhe che non avrebbe concorso per un nuovo mandato. Ha sostenuto il sistema di sanità pubblica Medicare for All, il Green New Deal e la riforma della polizia.
Alle primarie democratiche, in cui erano presenti otto candidati, ha sconfitto, con il 42% dei voti, tra gli altri: l'avvocato Adam Schleifer, l'ex vice segretario alla Difesa Evelyn Farkas, il senatore di stato David Carlucci e il membro dell'Assemblea statale David Buchwald.

### Azione USPS
Il 17 agosto 2020, ha intentato una causa nel distretto meridionale di New York contro il presidente Donald Trump e il direttore delle poste Louis DeJoy per annullare le recenti modifiche apportate al servizio postale degli Stati Uniti, che hanno influito sulla capacità dell'agenzia di consegnare la posta. In un articolo, ha esposto di aver citato in giudizio il presidente Trump e il direttore delle poste DeJoy "per aver violato la Costituzione nei loro tentativi di minare il servizio postale degli Stati Uniti e contrastare elezioni libere ed eque questo novembre".
Il 21 settembre 2020, il giudice del tribunale distrettuale degli Stati Uniti Victor Marrero ha concesso un'ingiunzione contro l'USPS che richiedeva a USPS di ripristinare gli straordinari e trattare tutte le schede per corrispondenza come di prima classe.

### Elezione alla Camera dei rappresentanti
Alle elezioni parlamentari del 3 novembre 2020 è stato eletto deputato alla Camera dei rappresentanti degli Stati Uniti per il Partito Democratico, con il 54,3% delle preferenze, battendo la candidata repubblicana Maureen McArdle Schulman, fermatasi al 39,7%.
È stato con Ritchie Torres, anche lui democratico di New York, il primo afroamericano apertamente gay ad ottenere un seggio al Congresso.
Ricandidatosi per le elezioni del 2022 ha perso le primarie contro il compagno di partito Dan Goldman; alle elezioni del 2024 si è scontrato con il repubblicano in carica Mike Lawler, non risultando eletto.